# 微分熵
微分熵是消息理論中的一個概念，是從以離散隨機變數所計算出的夏農熵推廣，以連續型隨機變數計算所得之熵，微分熵與離散隨機變數所計算出之夏農熵，皆可代表描述一信息所需碼長的下界，然而，微分熵與夏農熵仍存在著某些相異的性質。

## 定義
令{\displaystyle X}為一連續型隨機變數，其機率密度函數為{\displaystyle f_{X}(x)}，其中{\displaystyle X}的支撐集為{\displaystyle S=\{x\in X|f_{X}(x)>0}\}。微分熵{\displaystyle h_{X}(x)}:
{\displaystyle h_{X}(x)=-\int _{S}f_{X}(x)log(f_{X}(x))dx}。
與夏農熵為類比，計算夏農熵之算式中的{\displaystyle \log }通常以2為底，而微分熵為計算方便，常以{\displaystyle ln}計算後再轉換為{\displaystyle log_{2}}的結果。微分熵與夏農熵最大的不同點在於{\displaystyle f_{X}(x)}可為大於1的數值，此時可能會造成{\displaystyle h_{X}(x)}為負值，而夏農熵{\displaystyle H_{X}(x)}恆不為負。
例如，{\displaystyle X}為均勻分布{\displaystyle U(0,a),a<1}：
{\displaystyle f_{X}(x)=}{\displaystyle 1 \over a}{\displaystyle ;h_{X}(x)=-\int \limits _{0}^{a}}{\displaystyle 1 \over a}{\displaystyle ln}{\displaystyle 1 \over a}{\displaystyle dx}
{\displaystyle h_{X}(x)=ln(a)}{\displaystyle <0}

## 相關計算

### 條件熵
{\displaystyle f(x,y)}為{\displaystyle X,Y}之聯合機率密度函數，其條件熵為:
{\displaystyle h(X|Y)=-\int f(x,y)log{f(x|y)}dxdy}。

### 相對熵
又稱KL散度（Kullback–Leibler divergence)，兩機率密度函數f、g的相對熵定義為:
{\displaystyle D(f||g)=\int flog{f \over g}}。

### 互信息
兩連續型隨機變數的聯合機率密度函數為{\displaystyle f(x,y)}，其互信息:
{\displaystyle I(X;Y)=D(f(x,y)||f(x)f(y))}
廣義而言，我們可以將互信息定義在有限多個連續隨機變數值域的劃分。
可參考連續互信息的量化。

## 性質

### 相對熵恆正
與夏農相對熵性質相同，恆正。
{\displaystyle -{\displaystyle D(f||g)=\int flog{g \over f}}}
{\displaystyle \leq log\int f{g \over f}}  (延森不等式)
{\displaystyle \leq 0}。

### 鏈式法則
一次觀測所有隨機變數所測得的聯合熵，與個別接收隨機變數後計算的條件熵總和相同，即觀測順序與間隔不影響微分熵。
{\displaystyle h(X_{1},X_{2},...,X_{n})=\sum _{k=1}^{n}h(X_{i}|X_{1},X_{2},...,X_{i-1})}。

### 平移
隨機變數的平移不影響微分熵，因為固定的平移不會增加隨機變數的方差。
{\displaystyle h(X+c)=h(X)}

### 縮放
將隨機變數縮放會增加其方差，微分熵亦會隨之增加。
{\displaystyle h(AX)=h(X)+log|det(A)|}

### 上界
期望值為0，方差為{\displaystyle \sigma ^{2}}且值域為{\displaystyle R}之隨機變數{\displaystyle X}的微分熵，其上界為常態分佈{\displaystyle N(0,\sigma ^{2})}的微分熵。
{\displaystyle h(X)\leq {1 \over 2}log(2\pi e\sigma ^{2})}

### 估計誤差
隨機變數{\displaystyle X}與其估計子{\displaystyle {\widehat {X}}}之均方誤差存在下界，當{\displaystyle X}為常態分佈且{\displaystyle {\widehat {X}}}為無偏估計子時，等號成立。
{\displaystyle E[(X-{\widehat {X}})^{2}]\geq {1 \over {2\pi e}}e^{2h(X)}}

## 漸進等分性

### 漸進等分性
離散隨機變數的夏農熵中，獨立同分布的隨機變數序列，在漸進等分性(Asymptotic equipartition property)之下其機率質量函數{\displaystyle p(X_{1},X_{2},...,X_{n})}趨近於{\displaystyle 2^{-nH(X)}}。
連續型隨機變數之漸進等分性：
{\displaystyle -{1 \over n}log(f(X_{1},X_{2},...,X_{n}))\rightarrow h(X)}

### 典型集
典型集(Typical set)定義如下
{\displaystyle A_{\epsilon }^{(n)}=\{(x_{1},x_{2},...,x_{n})\in S^{n}:|-{1 \over n}logf(x_{1},x_{2},...,x_{n})-h(X)|\leq \epsilon }\},{\displaystyle \epsilon >0}

### 體積
集合包含於{\displaystyle R^{n}},{\displaystyle A\subset R^{n}}，其體積(Volume){\displaystyle Vol(A)}定義如下:
{\displaystyle Vol(A)=\int \limits _{A}dx_{1}dx_{2}...dx_{n}}。
典型集{\displaystyle A_{\epsilon }^{(n)}}的體積有以下性質:
1.{\displaystyle Vol(A_{\epsilon }^{(n)})\leq 2^{n(h(X)+\epsilon )}}
2.{\displaystyle Vol(A_{\epsilon }^{(n)})\geq (1-\epsilon )2^{n(h(X)-\epsilon )}}
證明
1.
由{\displaystyle -{1 \over n}log(f(X_{1},X_{2},...,X_{n}))\rightarrow h(X)}，
可得：
{\displaystyle 1=\int _{S^{n}}f(x_{1},x_{2},...,x_{n})dx_{1}dx_{2}...dx_{n}}
{\displaystyle \geq \int _{A_{\epsilon }^{(n)}}f(x_{1},x_{2},...,x_{n})dx_{1}dx_{2}...dx_{n}}
{\displaystyle \geq \int _{A_{\epsilon }^{(n)}}2^{-n(h(X)+\epsilon )}dx_{1}dx_{2}...dx_{n}}
{\displaystyle =2^{-n(h(X)+\epsilon )}\int _{A_{\epsilon }^{(n)}}dx_{1}dx_{2}...dx_{n}}
{\displaystyle =2^{-n(h(X)+\epsilon )}Vol(A_{\epsilon }^{(n)})}
2.
當n足夠大時，{\displaystyle Pr(A_{\epsilon }^{(n)})>1-\epsilon }，
因此：
{\displaystyle 1-\epsilon \leq \int _{A_{\epsilon }^{(n)}}f(x_{1},x_{2},...,x_{n})dx_{1}dx_{2}...dx_{n}}
{\displaystyle \leq \int _{A_{\epsilon }^{(n)}}2^{-n(h(X)-\epsilon )}dx_{1}dx_{2}...dx_{n}}
{\displaystyle =2^{-n(h(X)-\epsilon )}\int _{A_{\epsilon }^{(n)}}dx_{1}dx_{2}...dx_{n}}
{\displaystyle =2^{-n(h(X)-\epsilon )}Vol(A_{\epsilon }^{(n)})}

## 量化
我們可以將機率密度函數量化後，以夏農熵來計算微分熵。首先將連續隨機變數X以{\displaystyle \Delta }分為數個區間，根據均值定理，{\displaystyle x_{i}}滿足：
{\displaystyle f(x_{i})\Delta =\int _{i\Delta }^{(i+1)\Delta }f(x)dx=p_{i}}
量化後的隨機變數{\displaystyle X^{\Delta }}:
{\displaystyle X^{\Delta }=x_{i},i\Delta \leq X<(i+1)\Delta }
夏農熵為:
{\displaystyle H(X^{\Delta })=-\sum _{-\infty }^{\infty }f(x_{i})\Delta log(f(x_{i}))-log\Delta }
意即，當{\displaystyle \Delta \rightarrow 0}，{\displaystyle h(f)=h(X)}。

### 例子：
1.
對X做n位元量化{\displaystyle X\sim U(0,{1 \over 8})}。
{\displaystyle H(X^{\Delta })=-3+n}
上式表示，若我們想得到n位元精確度，則需要n-3個位元來表示。
2.
對X做n位元量化{\displaystyle X\sim N(0,{\sigma }^{2})}。
{\displaystyle H(X^{\Delta })={1 \over 2}log(2\pi e\sigma ^{2})+n}
上式表示，若我們想得到n位元精確度，需要{\displaystyle {1 \over 2}log(2\pi e\sigma ^{2})+n}個位元來表示。

## 最大熵

### 常態分佈
隨機變數{\displaystyle X}，{\displaystyle X_{N}}值域為{\displaystyle (-\infty ,\infty )}，方差為{\displaystyle \sigma ^{2}}，{\displaystyle X}為任意分佈，{\displaystyle X_{N}}為常態分佈，機率密度函數分別為{\displaystyle f(x),g(x)}。
則{\displaystyle h_{X}(X)\leq {1 \over 2}log(2\pi e\sigma ^{2})}
證明:
{\displaystyle {\begin{aligned}0&\leq D(f||g)\\&=\int f(x)log({f(x) \over {g(x)}})dx\\&=-h(X)-\int f(x)log(g(x))dx\\&=-h(X)+h(x)\end{aligned}}}
其中，
{\displaystyle {\begin{aligned}-\int _{-\infty }^{\infty }f(x)log(g(x))dx&=\int _{-\infty }^{\infty }f(x)({1 \over 2}log(2\pi \sigma ^{2})+{1 \over 2}({{x-\mu } \over \sigma })^{2})dx\\&={1 \over 2}log(2\pi e\sigma ^{2})\end{aligned}}}

### 指數分佈
隨機變數{\displaystyle X}，{\displaystyle Y}值域為{\displaystyle (0,\infty )}，期望值為{\displaystyle \lambda }，{\displaystyle X}為任意分佈，{\displaystyle Y}為指數分佈，機率密度函數分別為{\displaystyle f(x),g(x)}。
則{\displaystyle h_{X}(X)\leq 1+log\lambda }。
證明:
{\displaystyle {\begin{aligned}0&\leq D(f||g)\\&=\int f(x)log({f(x) \over {g(x)}})dx\\&=-h(X)-\int f(x)log(g(x))dx\\&=-h(X)+h(Y)\end{aligned}}}
其中，
{\displaystyle {\begin{aligned}-\int \limits _{0}^{\infty }f(x)log(g(x))dy&=-\int \limits _{0}^{\infty }f(x)(log\lambda +{x \over \lambda })dx\\&=1+log\lambda \end{aligned}}}